# موكيش خانا
موكيش خانا هو ممثل هندي، ولد في 19 يونيو 1958 بمومباي في الهند.

## وصلات خارجية
- موكيش خانا على موقع IMDb (الإنجليزية)
- موكيش خانا على موقع أول موفي (الإنجليزية)
- موكيش خانا على موقع قاعدة بيانات الفيلم (الإنجليزية)